# 청송 송만정
청송 송만정(靑松 松巒亭)은 대한민국 경상북도 청송군 진보면 광덕리 354에 있는 정자이다. 2010년 8월 2일 경상북도의 문화재자료 제577호로 지정되었다.

## 지정 사유
이 건물은 청송 진보의 안동권씨 송만공파의 대표적인 정자이다. 문중에서 제출한 자료에 위하면, 이 가문은 귀암 권덕조(歸岩 權德操)가 인조조에 안동에서 이곳으로 입향하여 오늘날까지 세거해 왔다. 송만정은 임란시 화왕산성 전투에서 공을 세운 덕조의 子 權晙을 기리기 위해 1863년(同治 2년 癸亥 2월 上樑, 철종14)에 건립된 것이다.
송만정은 4칸, 측면 1칸의 중당협실형의 본체에다 온돌방 앞에 반칸 규모의 마루를 달아내어 .자를 이루고 있다. 본체의 전면 기단은 3~4자 정도로 높게 하였으나 배면은 낮게 하여 시멘트 마감하였다. 방 앞에 부설된 반 칸의 마루의 전면 기둥은 기단 밖으로 내어 마치 樓와 같은 모습을 하였는데 대지의 경사를 적절히 이용한 건축기법이 눈에 띤다. 기단위에는 덤벙 주초를 놓고 기둥을 세웠는데, 누마루의 전면에만 원기둥을 쓰고 나머지는 모두 네모기둥을 사용하였다. 누마루의 기둥은 누 하주는 8각주를 쓰고 누 상주는 원주를 두었다.
주사(廚舍)는 정면 4칸, 측면 2칸의 .형 건물로 정자보다 낮은 대지에 건축하여 건물의 절대 높이나 상대 높이가 낮게 되어 시각적으로도 주 건물과 부 건물의 위계를 확연히 알 수 있다.
일반적으로 정자에 딸린 주사는 아예 없는 것이 있더라도 규모가 작은 것이 상례인데 이곳의 주사는 규모가 큰 편에 속한다. 아마 조선 후기 정자의 기능이 복합적인 용도로 바뀌면서 나타나는 현상으로 볼 수 있다.
전반적인 모습은 원형을 잘 유지하고 부재의 상태는 깨끗한 편이다. 주사는 일부 변화가 있으나 큰 틀은 변하지 않았다.
경사지를 잘 활용하여 건물의 위계를 잘 표현하고 있고 정자를 루각 형식으로 꾸며 권위를 살리려는 건축적 해결이 돋보이는 건물이다.
정자는 一자형의 본체에다 방 앞에 누마루를 달아 .형이 되었는데 흔하지 않는 구성이 되었다. 또한 앞에 규모가 큰 .형의 주사가 서로 마주보게 하여 튼口자를 이루고 있는데 흔히 볼 수 없는 매우 독특한 건물구성이 되었다. 이렇게 큰 규모의 주사는 조선 후기 정자건물의 기능 변화에서 오는 것으로 보이는 좋은 사례라 할 수 있다.
송만정은 19세기 중반에 건립되었으나 이 시기에 생활사 또는 건축사를 살펴 볼 수 있는 중요한 자료로 판단되어 문화재자료로 지정하기로 한다.

## 참고 자료
- 청송 송만정 - 국가유산청 국가유산포털